# Kirche von Guápulo

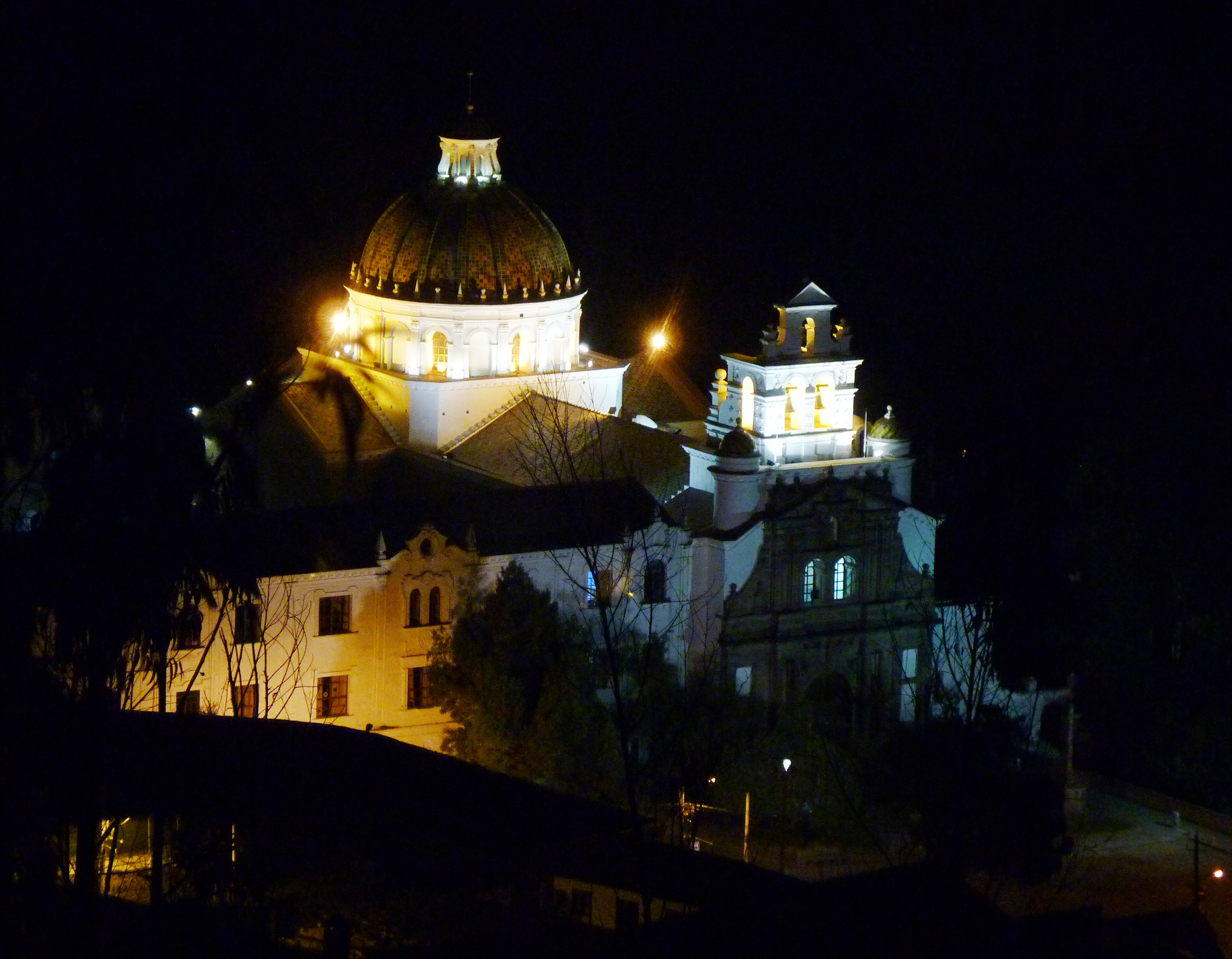
Beleuchtete Kirche bei Nacht

Die Kirche von Guápulo ist ein Kirchengebäude in Guápulo, einem Stadtteil der ecuadorianischen Hauptstadt Quito. Die Kirche wurde 1649 innerhalb der Klosteranlage Guápulo erbaut.

## Architektur und Ausstattung

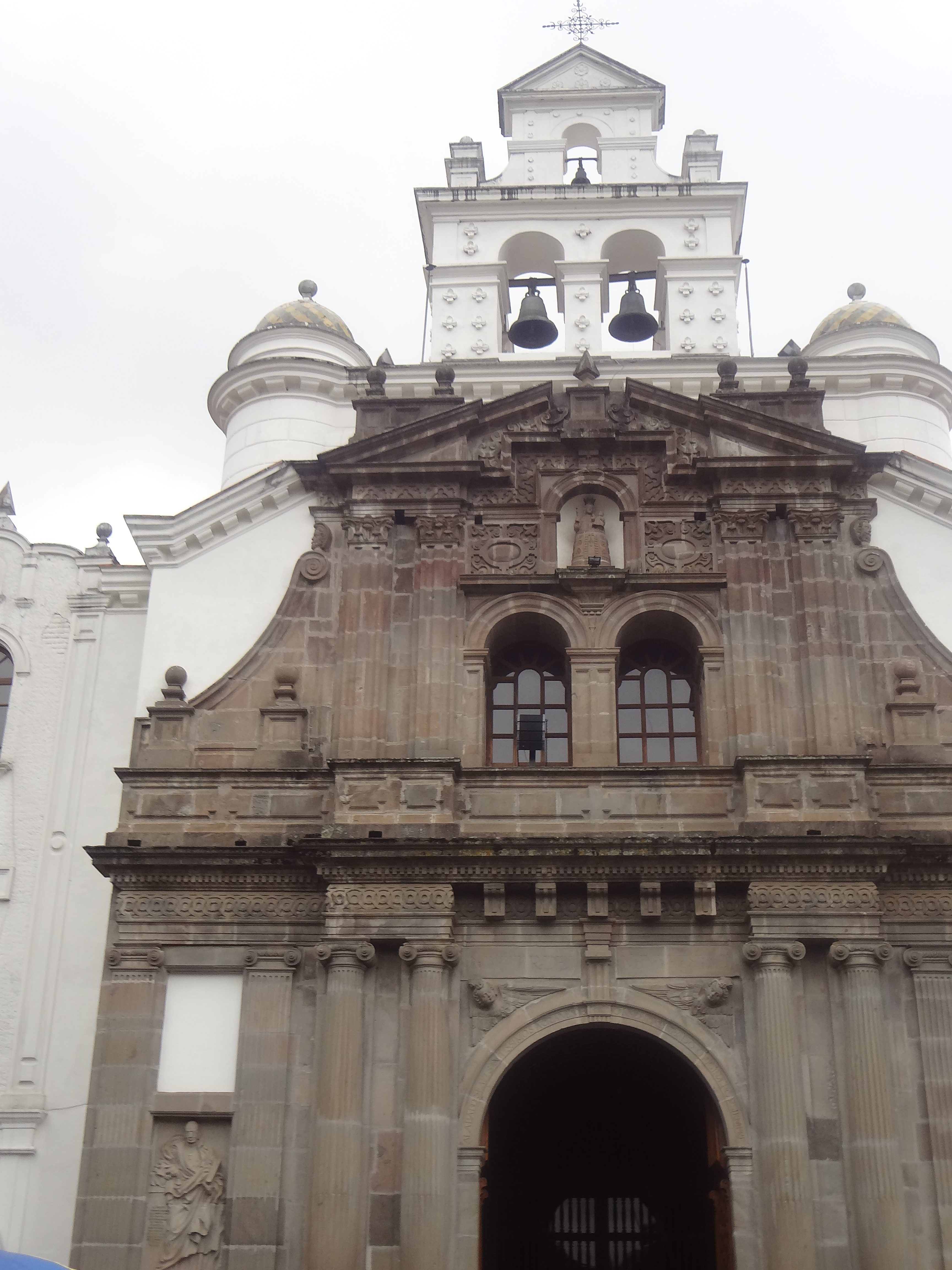
Fassade der Kirche

Das Kirchenschiff hat die Form eines Lateinischen Kreuzes und besitzt eine runde Kuppel. Die Fassade ist im Stil des Neoklassizismus gehalten.
Im Inneren befindet sich über dem Hauptaltar ein historisches Werk des spanischen Malers und Bildhauers Diego de Robles aus Toledo, die Skulptur der Virgen de Guadalupe (Jungfrau von Guadalupe) aus dem sechzehnten Jahrhundert. Ihre mehrfarbige Fassung stammt von Luis de Rivera.